# Emperador de totes les Rússies

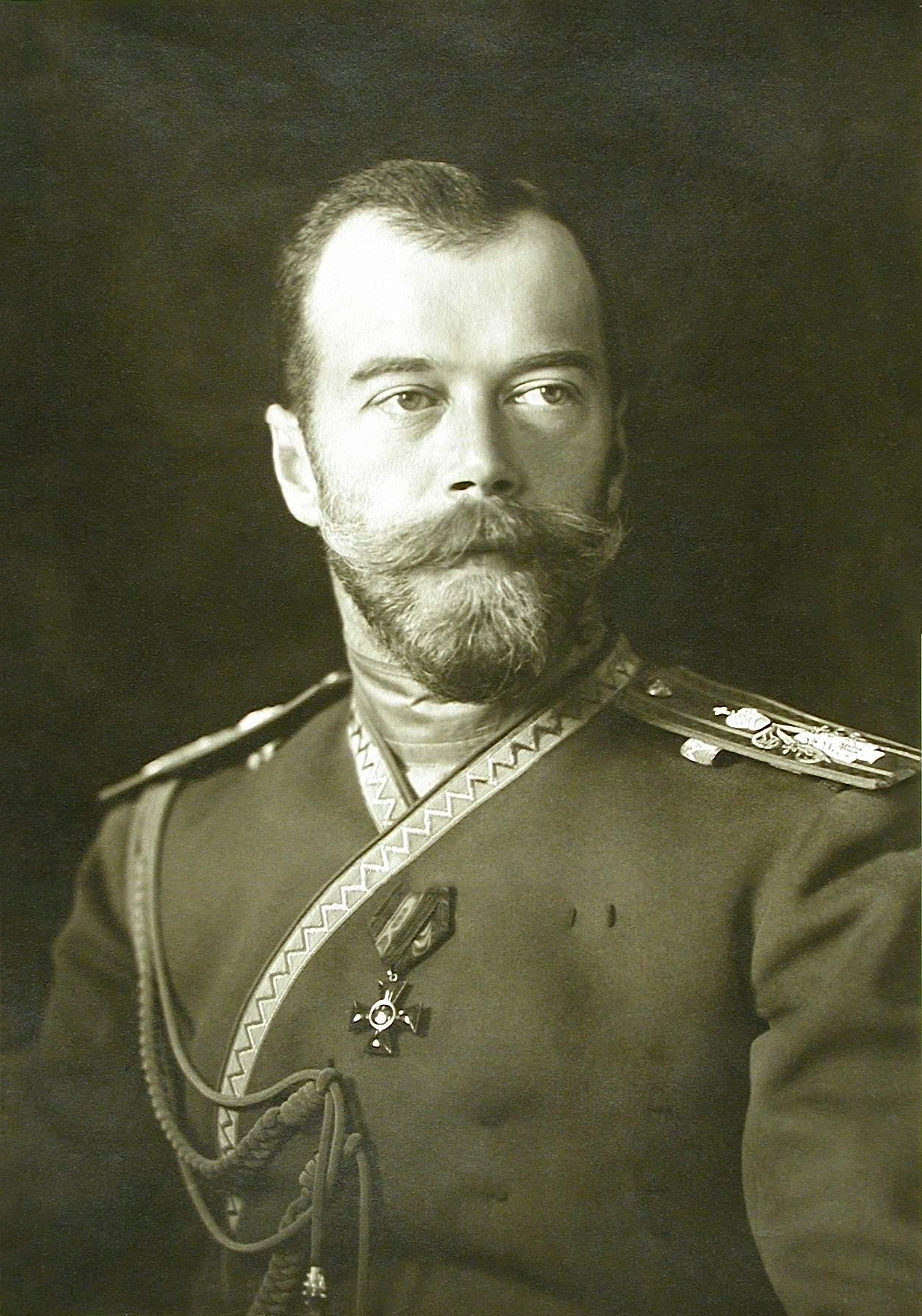
El tsar Nicolau II, l'últim que regnà.

L'emperador o emperadriu de totes les Rússies (en rus, amb ortografia d'abans de 1918: Императоръ Всероссійскій, Императрица Всероссійская; ortografia moderna: Император Всероссийский, Императрица всероссийская) era el títol utilitzat pel monarca absolut i, més tard, constitucional de l'Imperi Rus.
El títol s'originà arran de la victòria russa a la Gran Guerra del Nord de 1700 – 1721 i aparegué com l'adaptació del títol de tsar sota el sistema acceptat de titulacions a Europa. El sufix "de totes les Rússies" era la continuació del tradicional "de tota Rússia", usat en els títols dels governants russos des dels temps dels grans ducs de Vladímir.